# Iso-Naakkima
Iso-Naakkima – jezioro w Sawonii Południowej w Finlandii, położone 10 km na południe od miasta Pieksämäki. Należy do zlewni rzeki Kymijoki. W północnej części wody jeziora pokrywają obszar starego krateru uderzeniowego.
Krater Iso-Naakkima powstał ponad miliard lat temu, w proterozoiku, w skałach osadowych. Najbardziej prawdopodobny wiek krateru to 1,2 miliarda lat (mezoproterozoik). Krater nie jest obecnie widoczny na powierzchni ziemi, ponieważ pokryły go czwartorzędowe osady lodowcowe. O jego istnieniu świadczą wykonane odwierty, w których znaleziono ślady metamorfizmu szokowego skał, oraz anomalie geofizyczne, w szczególności wyraźna, kołowa anomalia siły ciężkości i anomalia magnetyczna.